# Heinrich Matthes
Heinrich Arthur Matthes (* 11. Januar 1902 in Wermsdorf; † 16. Dezember 1978 in JVA Bochum) war ein deutscher SS-Unterscharführer und verurteilter Kriegsverbrecher im Treblinka-Prozess. Von Beruf war er  Schneider und Krankenpfleger. Als Mitglied des SS-Sonderkommandos im Vernichtungslager Treblinka wurde Matthes in den Treblinka-Prozessen zu lebenslangem Zuchthaus verurteilt.

## Vor 1942
Der Vater von Matthes war Oberpfleger. Matthes erlernte nach seinem Volksschulabschluss das Schneiderhandwerk und arbeitete anschließend in diesem Handwerk als Geselle. Er heiratete 1929 und bekam später eine Tochter.
1924 arbeitete er im Pflegedienst der  Anstalt Sonnenstein, einer späteren „Euthanasie“-Anstalt, bei Pirna und schloss eine Ausbildung als Pfleger und Erzieher ab. Danach begann er eine Tätigkeit in der Anstalt in Arnsdorf bei Dresden, die später unter den Nationalsozialisten in der Aktion T4 eine Zwischenstation der Anstalt Sonnenstein war. Anschließend war er in einer Anstalt in Bräunsdorf in Sachsen, bevor er wieder als Pfleger nach Arnsdorf zurückging.
Matthes wurde mit Kriegsbeginn zur Wehrmacht einberufen, war im Polen- und Frankreichfeldzug  und wurde mit dem Dienstgrad eines Obergefreiten im September 1941 entlassen. Im Winter 1941/1942 diente er als Sanitäter in einer Einheit der Organisation Todt, wurde bei Minsk eingesetzt und kehrte im Februar oder März 1942 nach Berlin zurück, wo er in der Anstaltspflege arbeitete.

## Vernichtungslager Treblinka
1937 stellte Matthes den Antrag auf Aufnahme in die NSDAP, ob er Mitglied wurde, ist nicht gesichert. In die SA trat er 1934 im Dienstrang eines SA-Sturmmannes ein. Ende August 1942 wurde er nach Lublin abkommandiert, zum SS-Scharführer ernannt und ins Vernichtungslager Treblinka zur Dienstaufnahme geschickt. Er erkrankte Ende Dezember 1942 an Fleckfieber und kehrte an Pfingsten 1943 wieder nach Treblinka zurück.
Matthes war zuständig für die Lebensbedingungen, die Verpflegung, das Arbeitstempo, den Morgen- und Abendappell der Arbeitshäftlinge im Vernichtungslager. Er schlug die Häftlinge mit der Lederpeitsche oder ließ die Häftlinge durch die Kapos schlagen. „Er konnte, wenn es ihm beliebte, die bedauernswerten Menschen nicht nur schlagen oder schlagen lassen, sondern sie auch töten oder töten lassen, wenn sie beispielsweise nicht mehr arbeitsfähig waren oder aus einem sonstigen Grund Anlass zu einer solchen Massnahme bestand.“ Matthes hat sich an der Tötung zahlreicher Juden beteiligt, die direkt an den Leichengruben erschossen wurden, und er beteiligte sich auch in großem Umfang an den Massentötungen und überwachte die Gaskammern, gab das Kommando zum Schliessen der Gaskammertüren und nach Durchführung der Vergasung auch den Befehl zum Öffnen der Aussenklappen und zum Abtransport der Leichen.
Nach den letzten Judentransporten und Vergasungsaktionen in Treblinka am 21. August 1943, die nach dem Aufstand der Häftlinge stattfanden, wurde er im September 1943 ins Vernichtungslager Sobibor versetzt.

## Nach 1943
Weihnachten 1943 wurde Matthes nach Triest zur „Sonderabteilung Einsatz R“ abkommandiert, wo er gegen Partisanen kämpfte und zum Wachdienst und beim Stellungsbau eingesetzt wurde. Nach Kriegsende nahmen ihn amerikanische Soldaten fest, er wurde jedoch noch 1945 aus der Gefangenschaft entlassen. Danach arbeitete er mit bei der Beseitigung von Kriegsfolgesachschäden sowie als Werkssanitäter. Er fand anschließend eine Arbeit als Pfleger in Ansbach, in Andernach  und war vor seiner Verhaftung als Abteilungsoberpfleger in Bayreuth beschäftigt.

## Urteil
Matthes wurde wegen des gemeinschaftlichen Mordes an mindestens 100.000 Personen, des Mordes von mindestens acht Personen durch das Landgericht Düsseldorf verurteilt. Das Gericht konnte Matthes keinen Mord an Juden nachweisen, die zur Tötung nach Treblinka transportiert wurden. Er wurde aufgrund einzelner Tötungen von jüdischen Zwangsarbeitern verurteilt, weil ihm dies in vier Fällen detailliert nachgewiesen werden konnte.